# エジプト議会
エジプト議会（エジプトぎかい、アラビア語: البرلمان المصري）は、エジプト・アラブ共和国の立法府である。

## 議会構成
2014年に施行された憲法により、それまでの両院制から一院制となった。その後、2019年の憲法改正により、両院制に戻る。

### 任期
5年。（両院）

### 定数
300名（参議院）
596名（代議院）

### 選挙
参議院は全議席の内、3分の2を公選、3分の1は大統領による指名。
代議院は、選挙制度を小選挙区制か比例代表制、またはその混合型とする。全議席の内5％以下を大統領が指名。そして、全議席の少なくとも25％（112議席）を女性枠とする。

## 沿革

### 諮問評議会
旧上院にあたる諮問評議会は任期6年、270人。180議席が公選、90議席が大統領による指名であった。ただし、2019年の憲法改正により、参議院の名で復活している。